# Список умерших в 693 году

## Апрель
- 30 апреля — Эрконвальд — епископ Лондонский (675—693), святой покровитель Лондона.

## Декабрь
- 17 декабря — Бегга Анденская — представительница знатного рода Пипинидов, святая Римско-Католической церкви.

## Дата смерти неизвестна или требует уточнения
- Абдуллах ибн Умар — хадисовед и правовед, один из молодых сподвижников пророка Мухаммеда, сын второго праведного халифа Умара ибн аль-Хаттаба и один из передавших много хадисов.
- Абу Саид аль-Худри — один из молодых сподвижников пророка Мухаммеда.
- Агнелл Неаполитанский, епископ Неаполя (672/673—693/694); святой, почитаемый в Римско-католической церкви.
- Амр ибн Маймун — исламский богослов, мухаддис из поколения табиинов-мухадрамов.
- Ашина Юанькин-шад — каган Западно-тюркского каганата (679—693).
- Бран Мут — король Лейнстера (680—693).
- Бруде III — король пиктов (671—693).
- Трудон, аббат Маастрихтский, «апостол Хеспенгау», святой.
- Элвин — король Алт Клуита (Стратклайда) (658—693).
- Эльтериш-каган — каган Восточно-тюркского каганата (682—693).
- Ян Цзюн — китайский поэт.